# راسم محمد الجمال
راسم محمد الجمال كاتب وأكاديمي مصري، شغل منصب رئيس قسم العلاقات العامة والإعلان في كلية الإعلام في جامعة القاهرة. وقد حصل على ليسانس الآداب في الصحافة من جامعة القاهرة عام 1968، وعلى درجتي الماجستير في الصحافة، عام 1974، والدكتوراه في الإعلام، عام 1980، من الجامعة نفسها، وتولى فيها العديد من المناصب الإدارية، منها رئاسة قسم العلاقات العامة والإعلان لفترتين: الأولى بين عامي 1990 و1991، والثانية منذ عام 1996 وحتى الآن، وأصبح وكيلاً لكلية الإعلام في جامعة القاهرة للدراسات العليا والبحوث بين عامي 1992-1994، وعمل أستاذاً للإعلام في جامعة الملك عبد العزيز في جدة خلال الفترة (1984-1990) ومرة أخرى في الفترة (1994-1996)، وعمل أستاذاً زائراً في جامعة الإمارات العربية المتحدة عام 1998، نشر عدداً من الأبحاث والمؤلفات المتعلقة بالإعلام، وبخاصة في مجالات الإعلام الدولي والعربي، ومناهج البحث، وإدارة الإعلان، والسلوك الاستهلاكي، والعلاقات العامة.

## مؤلفاته

### سلسلة الاتصال والإعلام
- الاتصال والإعلام في الوطن العربي، الصحافة والإعلام الرقمية والإلكترونية، مركز دراسات الوحدة العربية، 2004، عدد الصفحات: 346.[2]
- نظام الاتصال والإعلام الدولي: الضبط والسيطرة، الإنتاج العالمي والتجارة الدولية، الدار المصرية اللبنانية، 2005، عدد الصفحات: 194.[3]
- الاتصال والإعلام في العالم العربي في عصر العولمة، الدار المصرية اللبنانية للطباعة والنشر والتوزيع، 2006.[4][5]
- الاتصال والإعلام في العالم في عصر العولمة، الدار المصرية اللبنانية السلسلة: المكتبة الإعلامية، 2006، عدد الصفحات:144.[6]
- الاتصال والإعلام في صنع القرارات.[7]

### عباس العقاد
- عباس العقاد: رجل الصحافة—رجل السياسة، دار المعارف للطباعة والنشر والتوزيع، 1979، عدد الصفحات: 192.[8]
- العقاد زعيما، دار المعارف للطباعة والنشر والتوزيع، 1985، عدد الصفحات: 171.[9]
- عباس العقاد في تاريخ الصحافة المصرية، الحضارة المصرية القديمة والفراعنة،  الدار المصرية اللبنانية للطباعة والنشر والتوزيع، 2008، عدد الصفحات: 400.[10]

### أخرى
- «الإعلام العربي المشترك: دراسة في الإعلام الدولي العربي»، مركز دراسات الوحدة العربية، 1986، عدد الصفحات:164.[11][12]
- «مقدمة في مناهج البحث في الدراسات الإعلامية»، مركز جامعة القاهرة للتعليم المفتوح، 2001.[13][14]
- «تطور نظم الاتصال في المجتمعات المعاصرة»، مركز الإمارات للدراسات والبحوث، 2001، عدد الصفحات:56.[15]
- «الإعلام والمجتمع»، مركز دراسات الوحدة العربية، 2004، عدد الصفحات:346.[16]
- «إدارة العلاقات العامة المدخل الإستراتيجي»، الدار المصرية اللبنانية للطباعة والنشر والتوزيع، 2005، عدد الصفحات:379.[17]
- «التسويق السياسي والإعلام: الإصلاح السياسي في مصر»، الدار المصرية اللبنانية للطباعة والنشر والتوزيع، 2005، عدد الصفحات:183.[18]
- «دراسات في الإعلام الدولي: مشكلة الإختلال الأخباري»، دار ومكتبة الهلال، دار الشروق للنشر والتوزيع، 2007، عدد الصفحات:172.[19]
- «العلاقات العامة الدولية والاتصال بين الثقافات»، الدار المصرية اللبنانية السلسلة: المكتبة الإعلامية، 2009، عدد الصفحات:192.[20]